# Герріден
Герріден (нім. Herrieden) — місто в Німеччині, розташоване в землі Баварія. Підпорядковується адміністративному округу Середня Франконія. Входить до складу району Ансбах.
Площа — 81,71 км2. Населення становить 8101 ос. (станом на 31 грудня 2020).